# Patriziat (Römisches Reich)
Das Patriziat war die ursprüngliche gesellschaftliche und zunächst auch politische adlige Oberschicht im antiken Rom. Seine Angehörigen waren die Patrizier (Latein: patricius, Griechisch: πατρίκιος). Das Wort Patrizier (patricius) leitet sich vom lateinischen Wort pater, patres (Vater, Vorfahren) ab. In historischer Zeit waren die Patrizier Teil der Nobilität und genossen nur noch wenige, zumeist religiöse Privilegien.
Die Ursprünge des Patriziats sind bis heute umstritten und waren schon in der Antike mythenumwoben. Gemäß den Ausführungen des sehr viel späteren Geschichtsschreibers Livius waren die Patrizier die Nachkommen einer Hundertschaft von Senatoren, welche von Romulus ausgesucht worden seien. Alle übrigen Bürger seien Plebejer gewesen. Livius’ griechischer Zeitgenosse Dionysios von Halikarnassos hingegen behauptet, dass Romulus seine Patrizierauswahl am Vermögen orientiert habe. Noch später war Plutarch der Ansicht, dass es wehrfähige Männer aus dem Volk gewesen seien, aus denen Romulus eine Auswahl von einhundert Senatoren getroffen habe, um sie Patrizier zu nennen. Gemeinhin glaubte man, die Patrizier seien Abkömmlinge der tribus (Familien) Tities, Ramnes und Luceres, welche Rom gegründet oder sich kurz nach dessen Gründung dort angesiedelt hatten.
Die moderne Forschung nimmt meist an, dass sich die Patrizier als abgeschlossener Erbadel erst während der frühen Republik herausbildeten. In dieser Zeit waren Mischehen (conubium) zwischen Patriziern und Plebejern, also mit dem nichtadligen Volk, angeblich zunächst verboten und wurden erst im Jahre 445 v. Chr. durch die Lex Canuleia de conubio patrum et plebis gesetzlich zugelassen. Da die als authentisch geltenden Teile des Zwölftafelgesetzes Patrizier und Plebejer nicht erwähnen, wird aber auch diese spätere Überlieferung von vielen Historikern bezweifelt. Patrizier durften ihre Einkommen, wie es heißt, nur aus ihrem Grund und Boden, zumeist also aus der Landwirtschaft oder aus Beute im Krieg erzielen. Gewerbliche Tätigkeiten sowie Bankiers- oder Handelsgeschäfte waren ihnen demnach zunächst verboten und galten später zumindest als verpönt. (Da es zu dieser Zeit noch keine Geldwirtschaft in Rom gab, dürfte es sich auch hier um eine spätere Konstruktion handeln.) Im Zuge der sogenannten Ständekämpfe schwanden dann die Privilegien der Patrizier, als sich wohlhabende Plebejer ihr Recht auf Teilhabe an der politischen Macht erstritten. Hierzu waren wegweisende Gesetze auf den Weg gebracht worden, wie die Leges Liciniae Sextiae, die erste politische Beteiligungen einräumte, bis hin zur Lex Hortensia, die Plebisziten Gesetzeskraft verlieh. Während der späten Republik, für die es im Gegensatz zur Frühzeit verlässliche Quellen gibt, gab es 14 patrizische gentes, denen etwa 30 Familien angehörten. Bekannte Patrizierfamilien, die auch viele Konsuln und andere hohe Beamte der römischen Republik stellten, waren unter anderem die Cornelier, Valerier, Julier, Claudier, Aemilier und Fabier.
Seit der Zeit der mittleren Republik bildeten die patrizischen Familien und mehrere plebejische Familien gemeinsam die politische Führungsschicht Roms, die Nobilität, die sich nicht als Erbadel, sondern als Leistungsaristokratie definierte. Dennoch blieben den Patriziern bis in die Kaiserzeit bestimmte religiöse Ämter vorbehalten, wie das des flamen dialis, des Eigenpriesters des Iuppiter, das des rex sacrorum, das der Salier und die der Flamines des Mars (Flamen Martialis) und des Quirinus bzw. Romulus (Flamen Quirinalis), nicht aber das des Pontifex Maximus, das nur bis zum Erlass der Lex Ogulnia im Jahre 300 v. Chr. ausschließlich Patriziern vorbehalten war, dann aber auch Plebejern offenstand. Plebejische Pontifices Maximi waren z. B. Angehörige der gentes Liciniae, Muciae, Caeciliae und Domitiae. Es gab aber auch weltliche Ämter, die nur von Patriziern bekleidet werden durften, nämlich das Amt des Senatsvorsitzenden (Princeps senatus) und das des Interrex. Umgekehrt waren den Patriziern manche Ämter versperrt, darunter das Amt des in der späten Republik mächtigen Volkstribunen und das des plebejischen Ädils.
Die Patrizier genossen prinzipiell auch noch in der späten Republik besonderes Ansehen und neigten oft der politischen Richtung der Optimaten zu. Das hinderte jedoch bekannte Patrizier wie Gaius Iulius Caesar oder Publius Clodius Pulcher nicht daran, zu den Popularen überzutreten, als sie sich hiervon Vorteile versprachen. Die patrizischen Familien nahmen bereits während der Zeit der späten römischen Republik ab etwa 150 v. Chr. deutlich an Zahl ab, da sie weniger Nachkommen hatten oder in der Krise der Republik durch Krieg, Bürgerkrieg oder Proskriptionen dezimiert wurden. Einst die staatstragende Schicht, verschwanden viele patrizische Geschlechter bis 30 v. Chr., vor allem in der Zeit des zweiten Triumvirats. Kaiser Augustus, der Begründer des Prinzipats, gehörte seit seiner testamentarischen Adoption durch Gaius Iulius Caesar selbst einer patrizischen gens an und versuchte, den Stand durch Förderung alter Familien wieder zu stärken; zudem ließ er sich vom Senat 29 v. Chr. durch die Lex Saenia das Recht verleihen, neue Patrizier zu ernennen. Dieses Recht war bereits Caesar durch die Lex Cassia übertragen worden. Dieses Recht beanspruchten künftig auch Augustus’ Nachfolger. Die Senatoren der Römischen Kaiserzeit besaßen zwar, besonders seit den Soldatenkaisern, nur noch begrenzten politischen Einfluss, doch hatten sie weiterhin riesigen Landbesitz, auch in fernen Provinzen, und erbauten sich große ländliche Palastanlagen, wie etwa die Villa Romana del Casale auf Sizilien.
Im spätantiken Römischen Reich führte Kaiser Konstantin der Große den Titel patricius als Auszeichnung für Männer ein, die sich um den Kaiser verdient gemacht hatten. Bis zum Ende der Antike war er als Ehrentitel von Bedeutung (vergleiche etwa Petros Patrikios); in Westrom kennzeichnete er ab Constantius III. den obersten magister militum und eigentlichen Machthaber. In Ostrom verlor er nach dem 7. Jahrhundert etwas an Exklusivität, blieb aber dennoch als patrikios auch im Mittelalter ein begehrter Ehrenrang.